# 서령고등학교
서령고등학교(瑞寧高等學校)는 대한민국 충청남도 서산시 동문동에 있는 사립 고등학교이다.

## 학교 연혁
- 1955년 6월 1일 : 재단법인 명동학원 설립인가, 라창헌 재단이사장 취임
- 1956년 2월 13일 : 중 6학급, 고 3학급 설립인가
- 1956년 3월 31일 : 초대 강현식 교장 부임
- 1956년 5월 3일 : 개교
- 1964년 1월 25일 : 재단법인을 학교법인으로 조직변경
- 1974년 8월 7일 : 심현직 선생 학교 경영권 인수
- 1974년 9월 7일 : 심현직 선생 이사장 취임
- 1975년 10월 3일 : 고등학교 신축공사 준공
- 1977년 5월 6일 : 서령학원으로 학원명칭 변경인가
- 1982년 3월 1일 : 중ㆍ고등학교 분리
- 1997년 4월 16일 : 과학관동 신축
- 1998년 10월 9일 : 학급증설 인가 (고 27학급)
- 1999년 11월 24일 : 송파수련관 준공
- 2001년 11월 6일 : 기숙사(송파당) 준공
- 2002년 7월 3일 : 학습지원센터 준공
- 2005년 9월 3일 : 제3대 심관수 이사장 취임
- 2010년 3월 2일 : 과학 수학 교과교실제 운영, 과학 중점학교 운영, 영재교육원 설치 운영
- 2023년 9월 1일 : 제12대 정재욱 교장 취임
- 2024년 2월 7일 : 제68회 졸업식(총 졸업생 수 18,052명)

## 참고 자료
- 서령고등학교 - 한국교육학술정보원 학교알리미